# Skouterios
Le skouterios (σκουτέριος, « porteur de bouclier ») est une fonction de la cour byzantine attestée aux XIIIe et XIVe siècles, dont le rôle principal consiste à porter l’enseigne personnelle de l’empereur, le divellion (διβέλλιον).

## Histoire et fonctions
La fonction est très peu documentée et rarement mentionnée dans les sources. Elle est attestée à partir du XIIIe siècle dans l’Empire de Nicée, mais l’essentiel des informations connues provient du Traité des Offices de pseudo-Kodinos, rédigé au milieu du XIVe siècle. Selon Kodinos, le skouterios est chargé de porter l’étendard impérial, appelé divellion (διβέλλιον), ainsi que le bouclier de l’empereur (σκουτάριον, skoutarion), non seulement lors des processions cérémonielles, mais également à chaque sortie publique de l’empereur, y compris en campagne militaire. Le skouterios marche devant l’empereur, tandis que la garde varègue suit immédiatement le divellion,.
Lors des cérémonies impériales, plusieurs autres insignes sont également déployés, mais le skouterios et le divellion les précèdent toujours,. La seule exception connue concerne les visites impériales dans les monastères : dans ce cas, c’est le cordonnier impérial qui porte le divellion. Kodinos reconnaît lui-même ne pas connaître la raison de cette coutume,.
Dans la hiérarchie impériale décrite par Kodinos, le skouterios occupe le 42e rang, entre le protokynegos et l’améralios (amiral de la marine byzantine). Son costume de cour est typique des dignitaires de rang intermédiaire : un chapeau brodé d’or (skiadion), un kabbadion en soie unie, et un skaranikon (coiffe bombée) recouvert de soie dorée et jaune citron, orné de fils d’or et représentant l’empereur assis sur le trône à l’avant et à cheval à l’arrière,.
Parmi les titulaires connus, certains sont des officiers militaires ou des responsables fiscaux. Le terme est également attesté comme nom de famille en Chalcidique, à Constantinople et à Trébizonde.

## Titulaires connus
| Nom                  | Dates                          | Reignant                   | Informations biographiques | Références |
| -------------------- | ------------------------------ | -------------------------- | --- | ---------- |
| Xyléas               | v. 1256–1257                   | Théodore II Lascaris       | Vétéran estimé par l’empereur, il est chargé de défendre la forteresse de Prilep lorsque Théodore II doit retourner en Asie Mineure en 1256. En 1257, il opère dans la région de Pélagonie, où il est défait par les Serbes. | ,          |
| Kapandritès          | fin XIIIe / début XIVe siècle  | Andronic II Paléologue (?) | Père de deux fils, Georges et un autre dont le nom est inconnu, tous deux ayant exercé la même fonction. | [ 2 ]      |
| Choumnos             | v. 1306                        | Andronic II Paléologue     | Avec le pinkernès Angelos Sennachereim, il défend avec succès Andrinople contre un siège de la Compagnie catalane. |            |
| Kapandritès          | première moitié du XIVe siècle | inconnu                    | Fils du skouterios Kapandritès. Il est connu par un poème funéraire de Manuel Philès consacré à sa mère, où il est décrit comme un soldat « inébranlable ».                                                                  |            |
| Georges Kapandritès  | première moitié du XIVe siècle | inconnu                    | Fils du skouterios Kapandritès, mort jeune de la peste noire. Il n’est pas certain qu’il ait exercé la fonction. Connu grâce à la pierre tombale de sa sépulture à Thessalonique.                                            |            |
| Nikon Kapandritès    | première moitié du XIVe siècle | inconnu                    | Le devant de son sarcophage a survécu dans l'Église Saint-Nicolas-l'Orphelin de Thessalonique, qu'il pourrait avoir fondée.                                                                                                  |            |
| Théodore Kapandritès | v. 1325                        | Andronic II Paléologue     | Oikeios de l’empereur et pansebastos sebastos. Probablement identique au fils cadet de Kapandritès, leurs mères étant toutes deux originaires de Véroia.                                                                     |            |
| Théodore Sarantènos  | v. 1324–1325                   | Andronic II Paléologue     | Propriétaire terrien dans la région de Véroia, oikeios de l’empereur et pansebastos. Tous ses enfants meurent avant lui. Il se retire au monastère de Vatopédi, où il meurt moine en 1330.                                   |            |
| Georges Glabas       | v. 1342–1343                   | Jean VI Cantacuzène        | Commandant de cavalerie durant la guerre civile byzantine de 1341–1347. Il meurt en 1343. |            |
| Glabas               | v. 1343–1344                   | Jean VI Cantacuzène (?)    | Meurt en 1343 ou 1344. Probablement identique au megas dioikētēs et katholikos kritēs actif entre 1329 et 1341. | [ 11 ]     |
| Sennachereim         | v. 1344                        | Jean V Paléologue (?)      | Mentionné à Thessalonique en 1344 dans un acte conservé au monastère de Docheiariou. |            |
| André Indanès        | avant 1351                     | inconnu                    | Mentionné dans deux prostagmata de 1351 relatifs à des litiges fonciers avec le monastère de Xeropotamou. | [ 12 ]     |

## Sources
- Rodolphe Guilland, « Études sur l’histoire administrative de l’Empire byzantin. Sur les titres du Bas-Empire byzantin : préteur du peuple, skoutérios ou porte-bouclier, protokomès ou premier comte », Revue des études sud-est européennes, Bucarest, vol. 7,‎ 1969, p. 81–89
- (en) Alexander Kazhdan (dir.), Oxford Dictionary of Byzantium, New York et Oxford, Oxford University Press, 1991, 1re éd., 3 tom. (ISBN 978-0-19-504652-6 et 0-19-504652-8, LCCN 90023208)
- (en) Ruth Macrides, George Akropolites: The History – Introduction, Translation and Commentary, Oxford, Oxford University Press, 2007 (ISBN 978-0-19-921067-1, lire en ligne)
- Jean Verpeaux, Pseudo-Kodinos, Traité des Offices, Centre national de la recherche scientifique, 1966
- Prosopographisches Lexikon der Palaiologenzeit